# Filtration sous vide
| 1. Filtre               | 3. Joint conique | 5. Tuyau à air     | 7. Robinet      |
| 2. Entonnoir de Büchner | 4. Fiole à vide  | 6. Flacon de garde | 8. Trompe à eau |

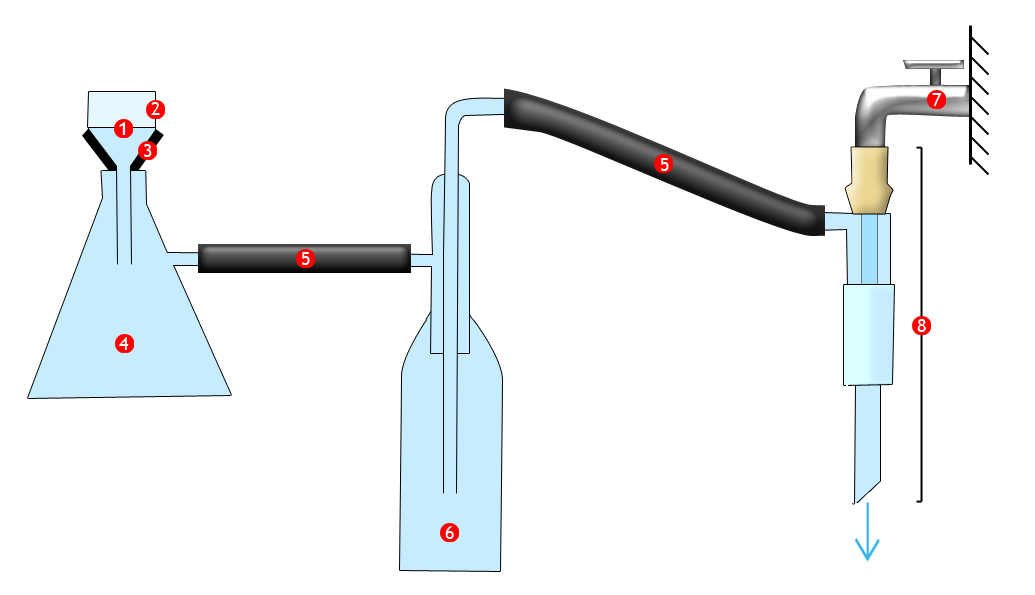
Schéma du montage de filtration sous vide :

La filtration sous vide est une technique de filtration rapide pour séparer un solide d'un liquide.

## Principe
L'eau en s'écoulant dans la trompe à eau aspire l'air contenu dans le flacon de garde et dans la fiole à vide. Ainsi il y a une différence de pression entre l'extérieur et l'intérieur des fioles : le contenu de l'entonnoir de Büchner est aspiré vers la fiole à vide. Le filtre posé dans le fond de l'entonnoir de Büchner sépare le solide du liquide.
Le solide (résidu de filtration), qui reste dans le haut de l'entonnoir de Büchner, est alors récupéré plus efficacement : il est beaucoup plus sec que lors d'une filtration simple.
Le joint conique permet d'assurer l'étanchéité du montage, en empêchant le passage de l'air entre l'entonnoir de Büchner et la fiole à vide. Il maintient le vide dans le montage et permet également d'éviter des contraintes physiques (verre contre verre).

## Utilisations
La filtration est une opération unitaire fréquente aussi bien en laboratoire qu'en production. 
Ce montage, adapté au travail de laboratoire, est souvent utilisé pour isoler le produit de synthèse d'une réaction lorsque ce produit est un solide en suspension. Le produit de synthèse est alors récupéré plus rapidement, et le solide est plus sec que dans le cas d'une filtration simple. Outre le fait d'isoler un solide, la filtration est aussi une étape de purification : les impuretés solubles dans le solvant sont éliminées dans le filtrat (liquide). 
Ce montage est aussi utilisé pour purifier un liquide. Lorsque le produit synthétisé est filtré, les insolubles (catalyseurs, impuretés, sous-produits de réaction, sels…) sont retenus sur le filtre. Dans ce cas, la filtration sous vide est aussi plus efficace qu'une filtration simple : il y a plus de liquide récupéré, et le rendement est donc meilleur.

## Aspects pratiques
Il est souvent nécessaire de maintenir la fiole à vide et, accessoirement, le flacon de garde. En effet, la rigidité des tuyaux à vide et la différence de hauteur entre les différentes parties du montage (comme visible sur le schéma) rend un tel montage relativement instable. 
On utilise alors une pince trois doigts pour maintenir la fiole à vide. On place cette pince de manière que deux doigts entourent la partie de la fiole relié au tuyau à vide, le doigt restant étant de l'autre côté.
S'il est aussi nécessaire de maintenir le flacon de garde on utilise soit une pince mâchoire, soit une pince trois-doigts, selon le montage et sa stabilité. La pince à utiliser est laissé au jugement du manipulateur.
Avant de fermer le robinet, il est nécessaire de « casser le vide » (faire entrer de l'air par un endroit quelconque du montage, en enlevant l'entonnoir par exemple), sinon de l'eau remonte dans le montage depuis la trompe à eau. Le flacon de garde empêche ainsi l'eau de remonter dans la fiole à vide.